# اغتصاب تصحيحي
اغتصاب تصحيحي هو فعل إجرامي بِهِ تُغتصب الإناث لميولهن الجنسية أو هويتهن الجندرية خصوصًا في جنوب أفريقيا، حيث تُغتصب النساء المثليات من قبل الرجال وأحيانًا تحت مراقبة من قبل أفراد العائلة أو أفراد من المجتمع المحلي وذلك بدعوى أن تلك هي طريقة «لعلاجهن» من المثلية الجنسية.
يعتبر الاغتصاب التصحيحي، المعروف أيضًا باسم العلاجي جريمة كراهية حيث يُغْتَصَب شخص واحد أو أكثر بسبب توجههم الجنسي أو هويتهم الجنسية. والنتيجة المقصودة الشائعة للاغتصاب، كما يراها مرتكب الجريمة، هي تحويل الشخص المغاير للجنس أو إلى تعزيز الامتثال للقوالب الجنسانية النمطية.
وقد صيغ مصطلح الاغتصاب التصحيحي في جنوب أفريقيا بعد حالات معروفة من عمليات الاغتصاب التصحيحية للمثليات مثل أودي سيميلاني Eudy Simelane (التي قُتلت أيضا في نفس الهجوم) وأصبحت زوليسوا نكونيانا علنية. وقد أدى تعميم هذا المصطلح إلى زيادة الوعي وشجع الأشخاص ذوي التوجهات الجنسية المثلية والمزدوجة والمتحولين جنسيًا في بلدان في جميع أنحاء العالم على التقدم بقصصهم الخاصة عن تعرضهم للاغتصاب كعقاب و/أو محاولة لتغيير ميولهم الجنسية و/أو هويتهم الجنسية. على الرغم من أن بعض الدول لديها قوانين تحمي الأشخاص المثليين، إلا أن الاغتصاب التصحيحي غالبًا ما يتم تجاهله.

## تعريفات
الاغتصاب التصحيحي هو استخدام الاغتصاب ضد الأشخاص الذين لا يتوافقون مع المعايير الاجتماعية المتصورة فيما يتعلق بالجنس البشري أو أدوار الجنسين. الهدف هو معاقبة السلوك غير الطبيعي وتعزيز المعايير الاجتماعية. تم تحديد الجريمة [في وقت مبكر] في جنوب أفريقيا،  حيث يُشْرَف في بعض الأحيان عليها من قبل أفراد عائلة المرأة أو المجتمع المحلي.  واحدة من أقدم العبارات المعروفة لهذا المصطلح هي لناشطة حقوق المرأة في جنوب أفريقيا برنيديت موتيين خلال مقابلة أجرتها هيومن رايتس ووتش في أغسطس / آب 2001 في كيب تاون: 
```
تستهدف السحاقيات بوجه خاص في الاغتصاب الجماعي. من الأرجح أن تُغْتَصَبُ المثليات الأفريقيات كمثليات في البلدات. إلى أي مدى تٌستهدف السحاقيات الملونة أيضا في الاغتصاب بسبب ميولهن الجنسية؟ لا توجد إحصائيات لهذا، لا أعرف ما هي النسبة المئوية للمثليات الملوّنة التي استُتهدفت في إجراءات الاغتصاب التصحيحي. كبرت، لم أسمع أبدًا أن السحاقيات كانت مستهدفة بهذه الطريقة، لذا أريد أن أعرف متى بدأ ذلك. كانت العصابات موجودة دائما في البلدات، لذلك لا يمكنك أن تنسبها إلى ذلك. لا أعرف لماذا يستهدف المثليات السود أكثر. أود أن أعرف عدد النساء اللواتي يتعرضن للاغتصاب من قبل الأخوة والآباء، إلخ، في البلدات الملونة. لماذا لا أحد يدرس هذا؟ هل اُبْلِغ عنها فقط، لم تتم دراستها، أم ماذا؟
```

وتقترح المبادئ التوجيهية للمصطلحات في الأمم المتحدة بشأن برنامج الأمم المتحدة المشترك المعني بفيروس نقص المناعة البشرية / الإيدز في عام 2015 أنه لم يعد ينبغي استخدام مصطلح الاغتصاب التصحيحي، لأنه يفضي إلى التصور بأن هناك حاجة إلى إصلاح شيء ما. تقترح المبادئ التوجيهية استخدام مصطلح "اغتصاب المثليين" بدلًا من ذلك. وقد ورد ذكر عبارة "ما يسمى" بالعلاج " أو "الاغتصاب العلاجي" في عام 2011 في أول تقرير للأمم المتحدة عن التمييز والعنف ضد المثليين. أشارت دراسة عالمية أجريت عام 2013 حول فيروس نقص المناعة البشرية / الإيدز إلى أن مصطلح "الاغتصاب الذي يسبقه" يبرز حقيقة أن السحاقيات يشكلن الأغلبية الساحقة من ضحايا هذه الظاهرة. شدد آخرون على أن الرجال المثليين، والمتحولين جنسيًا والمتحولين جنسيًا يمكن أيضًا أن يكونوا ضحايا الاغتصاب التصحيحي.

## نظرة عامة
في 28 نيسان من عام 2008 كانت أودي سيميلاني وهي فتاة مثلية تبلغ من العمر واحد وثلاثين عاماً من بلدة كواثيما خارج جوهانسبرغ تسير بالقرب من منزلها بعد قضاء ليلة مع الأصدقاء. جالت سيميلاني العالم مع فريق جنوب إفريقيا لكرة القدم النسائية الذي يسمى بانياني بانياني وكانت تتدرب لتصبح أول حكم نسوي لكأس العالم عام 2010 الذي سيستضيفه جنوب إفريقيا. هاجمها في طريق عودتها إلى المنزل من الحانة مجموعة من الرجال. جرجرها هؤلاء الرجال على الأرض وطعنوها خمساً وعشرين طعنةً في الوجه والصدر والساقين بعد أن اغتصبوها وألقوا بها في حفرة لتموت.
كانت سيميلاني ضحيةً للاغتصاب التصحيحي وهو شكل من أشكال العنف الذي يمارسه الرجال ضد النساء المثليات بذريعة رغبتهم «بشفائهن» و «تصحيح» ميولهن الجنسي غير المطابق بناءً على اعتقادهم بأن الجنسية هي مرض منقول من ذوي البشرة البيضاء. يدعي الجناة، أفراد الأسرة غالباً، الأصدقاء وحتى الجيران بأنهم يلقنون النساء المثليات «درساً» ويظهرون لهن كيف تكون المرأة الحقيقية عن طريق اغتصابهن.
خطر الاغتصاب التصحيحي ليس محصوراً بالنساء المثليات وحسب إذ أنه يهدف إلى شفاء أو ببساطة إلى معاقبة جميع النساء ذوات الهوية الجنسية الغير مطابقة ففي إحدى الحالات الأكثر إزعاجاً اُغْتُصِبَت شقيقتان توأم في سن الثالثة عشر لأن أمهن مثلية الجنس.
وهكذا فإن أي أنثى تعتبر مختلفة جداً أو غير أنثوية بالشكل الكافي أو غير بارزة بالشكل الكافي في خطر الاغتصاب التصحيحي.
العنف الحقيقي ليس في فكرة الاغتصاب التصحيحي وحسب بل في قضية أنه بالرغم من النجاح القانوني لجنوب إفريقيا في حماية حقوق المثليين فإن الحكومة لم تفعل أي شيء لإيقاف الاغتصاب التصحيحي وحتى بالنسبة للطلاب الأمريكيين الذين يدرسون القانون فإن الحكومة الإفريقية لم تفعل أي شيء يعد انتهاكاً لحقوق النساء مثل سيميلاني مما أدى إلى حرمانها من حقوقها الدستورية مباشرةً.

## العوامل المساهمة والدوافع
الاغتصاب التصحيحي هو جريمة كراهية.  ومع ذلك، بسبب رهاب المثلية، غالبًا ما لا تعترف السلطات بجرائم الكراهية القائمة على الجنس (في مقابل العرق والجنس والطبقة والعمر وما إلى ذلك). اقترحت دراسة أجريت في عام 2000 وجود جو يدعم جرائم الكراهية ضد الرجال المثليين ومثليات الجنس، وردود الفعل على جرائم الكراهية من جانب المجتمع الأوسع، وتسهم ردود الشرطة ونظم العدالة في الاغتصاب التصحيحي.
يعتقد بعض الناس أن الاغتصاب التصحيحي يمكن أن «يصلح» الأشخاص الذين لا يتوافقون مع المعايير الجنسانية أو الذين ليسوا مغايرين جنسيًا. تشير منظمة لعبة أكشن-مغامرات إلى أن الناجين يتذكرون أنهم قد تم تعليمهم درسًا. بعض مرتكبي جريمة الكراهية يدفعهم شعور كراهية النساء والشوفينية.
تجادل بعض المصادر بأن العديد من حالات الاغتصاب التصحيحي ناجمة عن استنباط استنتاجات أخلاقية من نقاش الطبيعة - التنشئة. على الرغم من أن المجتمع العلمي يعتقد أن التوجه الجنسي هو نتيجة للبيولوجيا والبيئة،  كثير من الناس لا يعتقدون أن المثلية الجنسية (أو أشكال أخرى من غير الغيرية) لها أساس جيني، وبدلًا من ذلك تعتقد أنها فقط نتيجة لبيئة واحدة. ولهذا السبب، يعتقد بعض هؤلاء الناس أن التوجه الجنسي يمكن أن يتغير أو، كما يرونه، ينصلح.

## الانتشار
اُبْلِغ عن الاغتصاب التصحيحي في بلدان في جميع أنحاء العالم بما في ذلك الإكوادور،  هايتي،  الهند، جامايكا،  كينيا،  قيرغيزستان،  هولندا،  نيجيريا،  بيرو،  جنوب أفريقيا،  تايلاند،  أوغندا،  أوكرانيا،  المملكة المتحدة،  الولايات المتحدة،  وزيمبابوي.

### الهند
كان الأطفال في الهند يتحدثون عن الطريقة التي يعاقب بها آباؤهم النشاط الجنسي للطفل باستخدام «علاج الاغتصاب التصحيحي» (مثل الاغتصاب التصحيحي). عادة ما يحدث الاغتصاب التصحيحي في الهند من أجل حماية اسم العائلة، لتجنب الفوضى في المجتمعات الدينية، ومنع الإدراك غير الطبيعي من قبل المجتمع المحيط. في الهند، هناك انزعاج عام من مناقشة الشذوذ الجنسي، حتى لو كان الفرد يعرف بأنه مثلي. ويأتي هذا الانزعاج من الموقف السلبي العام تجاه المثلية الجنسية، والحقيقة هي أن الأفراد في الهند الذين يصفونهم بأنهم مثليون جنسيا يقعون ضحية لمعدل أعلى. هناك أيضًا مستوى عالٍ من السلبية تجاه المجتمع العابر في الهند. تميل الالتزامات الدينية إلى أن تكون قوية للغاية في الثقافات التقليدية وهذا هو المكان الذي يأتي منه الكثير من التوتر وسوء الإدراك. وفقًا لإحصائيات فريق التدخل في الأزمات التابع لجماعة الشذوذ الجنسي الجماعي في تيلانجانا بالهند، فقد اُبْلِغ عن 15 حالة من حالات الاغتصاب التصحيحي خلال السنوات الخمس الماضية. بشكل عام، حدثت زيادة بنسبة 902 في المائة في حالات الاغتصاب المبلغ عنها في الهند في الفترة من 1971 إلى 2012 ؛ ومع ذلك، يقدر أن 90٪ من الجرائم الجنسية في البلاد لا يُبَلَّغ عنها.

### جامايكا
تلقت منظمة العفو الدولية تقارير عن العنف ضد السحاقيات في جامايكا، بما في ذلك الاغتصاب وغيره من أشكال العنف الجنسي. ويقال إن مثليات قد تعرضوا للهجوم على أساس مظهر بدني للإنسان أو غيرها من العلامات المرئية للجنس. وتأتي بعض التقارير عن الاختطاف والاغتصاب من المجتمعات المحلية في المدينة، حيث أعربت المنظمات غير الحكومية المحلية عن قلقها إزاء ارتفاع حالات العنف ضد المرأة 

### جنوب أفريقيا

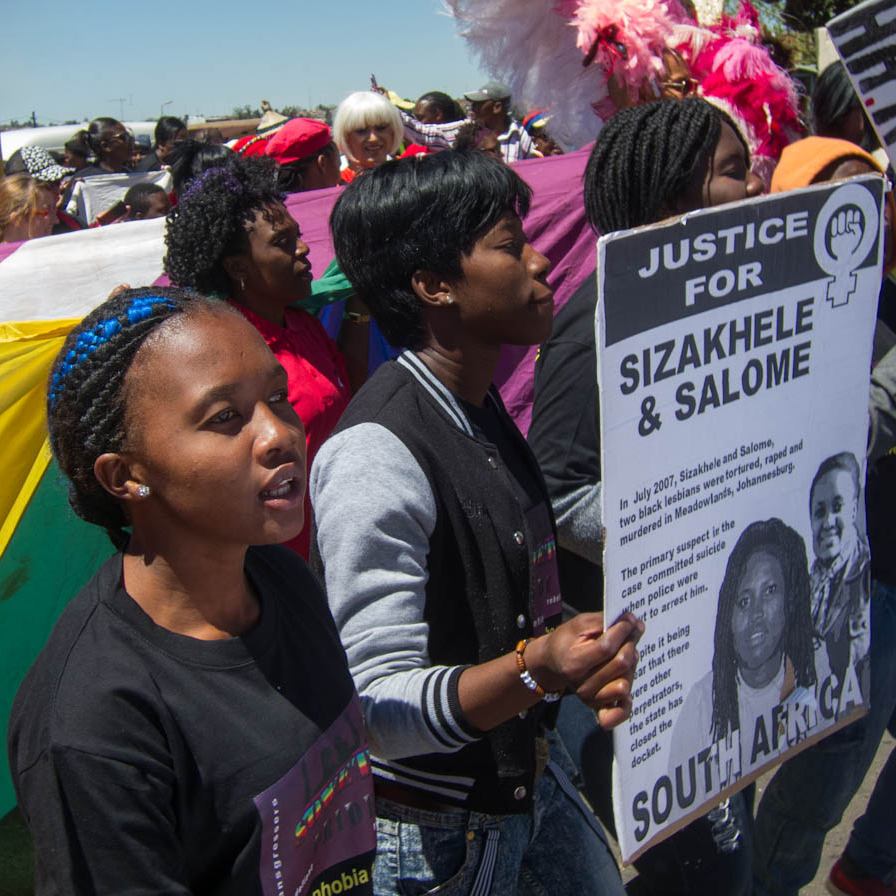
يتذكر المشاركون في سويتو برايد 2012 اثنين من المثليات اللاتي تعرضن للاغتصاب والقتل في عام 2007..

في جنوب أفريقيا، تتمتع المرأة بسلطة جنسية واقتصادية أقل من الرجل. أحد العوامل المرتبطة بهذا التفاوت هو الأدوار الصارمة بين الجنسين، والتي أدت إلى واحدة من أعلى معدلات العنف ضد المرأة في العالم.  أجرت حكومة جنوب أفريقيا دراسة استقصائية عام 2009 حول الاعتداء الجنسي. يعترف واحد من كل أربعة رجال بممارسة الجنس مع امرأة لم توافق، واعترف ما يقرب من نصف هؤلاء الرجال باغتصابهم أكثر من مرة.ويقدر أيضا أن امرأة تتعرض للاغتصاب كل 26 ثانية في جنوب أفريقيا.  يستخدم الاغتصاب التصحيحي كعقوبة لأشخاص مثليين أو لا يتناسبون مع أدوار الجنسين التقليدية (عادة النساء)، حيث يتم في كثير من الأحيان إساءة معاملتهم لفظيا قبل الاغتصاب. قد يدّعي مرتكب الجريمة أنه يعلّم النساء درسًا حول كيف تكون «امرأة حقيقية».  نظرًا لأن النساء يتحكمن بدرجة أقل في اقتصادياتهن، مما يخلق لهن ضعفًا اقتصاديًا، فإنهن يتحكمن بدرجة أقل في أنشطتهن الجنسية.  من المرجح أن تصبح النساء السود الفقيرات اللواتي يعشن في البلدات ضحايا للعنف التصحيحي، ومن المرجح أن يتم عزل النساء المثليات مع القليل من الدعم، مما يزيد من فرص استهدافهن. 
دستور جنوب أفريقيا هو واحد من أكثر الدساتير تقدمية في العالم. تنص على أنه لا يجوز التمييز ضد أي شخص على أساس نوع جنسه أو عرقه أو ميوله الجنسي.  ويحظر قانون المساواة لعام 2000 على وجه التحديد جرائم الكراهية والجرائم التي يستهدف فيها الأشخاص بسبب واحد أو أكثر من جوانب هويتهم. على الرغم من أن هذا يشمل من الناحية الفنية الجرائم القائمة على التوجه الجنسي، إلا أنه من الناحية العملية لا يتم تقديم مثل هذه القضايا إلى المحاكمة.  لا يتم الاعتراف صراحة بالجرائم المرتكزة على الميول الجنسية في جنوب إفريقيا؛ لا يتم فصل تقارير الاغتصاب التصحيحية عن تقارير الاغتصاب العامة.  في ديسمبر / كانون الأول 2009، كان هناك 31 جريمة قتل مسجلة لمثليات في جنوب أفريقيا منذ عام 1998، لكن واحدة فقط أدت إلى إدانة. 
سبب هذا التناقض بين القانون والممارسة هو نتيجة للخلل في التغاير والجنس المثلي في جنوب أفريقيا. يعتقد بعض المؤرخين أن الهيمنة في جنوب إفريقيا يمكن أن تُعزى إلى سنوات ما بعد الاستعمار في البلاد، ويبدو أن العديد من سكان جنوب إفريقيا ملتزمون اليوم بتراثهم التقليدي. لا يتم تضمين المثليات السود في جنوب أفريقيا في هذا البناء الاجتماعي، وهذا يؤدي إلى مفهوم التقاطع. لا يتم استبعاد السود المثليات في جنوب إفريقيا بسبب ميولهن الجنسية فحسب، بل بسبب عرقهن. كما هو معروض في وسائل الإعلام، يتم عرض معظم المثلية الجنسية على أنها بيضاء، مما يجعل السود المثليات في جنوب أفريقيا أكثر تهميشا.  في جنوب أفريقيا، يعتبر البعض أن المثلية الجنسية «غير أفريقية».  في عام 2004، وجد مجلس أبحاث العلوم الإنسانية أن 78٪ من المستجيبين يعتقدون أن المثلية الجنسية غير مقبولة. وفقا لـ هيومن رايتس ووتش، في السنوات العشرين الأخيرة، أصبحت المواقف تجاه المثلية أسوأ في جنوب إفريقيا. 
على الرغم من أنه من غير المعتاد، أن يصبح الرجال أيضًا ضحايا الاغتصاب التصحيحي. أظهرت دراسة أجراها OUT LGBT ومركز جامعة جنوب أفريقيا لعلم النفس التطبيقي (UCAP) أن «نسبة الرجال المثليين السود الذين قالوا انهم تعرضوا للاغتصاب التصحيحي متطابقة مع المثليات السود الذين شاركوا في الدراسة». ومع ذلك، لا يعترف جميع الرجال بأنهم ضحايا الاغتصاب التصحيحي.

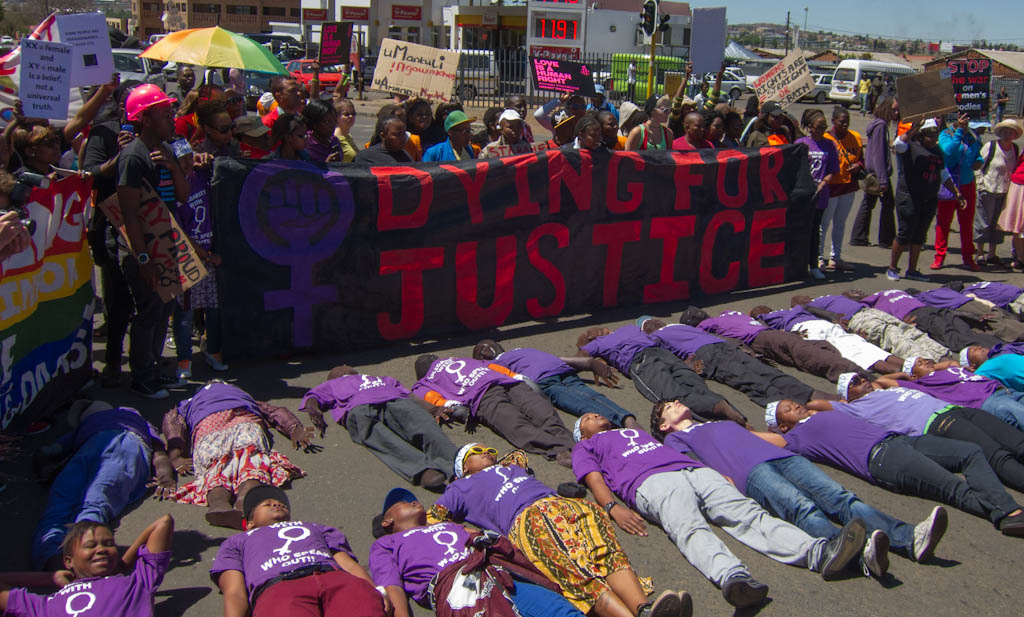
يحتج المشاركون في معرض Soweto Pride 2012 ضد العنف ضد السحاقيات من خلال لافتة "الموت من أجل العدالة" والقمصان المكتوب عليها "التضامن مع النساء اللائي يتحدثن".

غالب أفاست، وهو مالك تجاري ناجح في صالون تصفيف الشعر، هو رجل مثلي الجنس ولد في كلاركسدروب. انتقل إلى هيلبرو، الذي كان ملاذا لمجتمع الشواذ، في أوائل عام 2000.  في وقت مبكر من صباح عام 2007، تعرض آساف لكمين واغتصب من قبل ثلاثة رجال في مبناه السكني. قال في هجومه: «ظنوا أنني امرأة، وعندما اكتشفوا أنني كنت رجلًا، عندها أصبحوا أكثر عنفًا».  وكان ضربًا وحشيًا وعصابات الرجال تقطع الأعضاء التناسلية.
تم اغتيال سيزاكيلي سيجاسا، وهي ناشطة مثلية تعيش في سويتو وشريكها سالومي ماسوا، وتعرضت للتعذيب والقتل في يوليو 2007. وقالت منظمات حقوق المثلية الجنوب أفريقية، بما في ذلك مجموعة العمل المشتركة، إن الهجوم كان مدفوعًا بآفة العداء.  وحدثت اثنتان من عمليات الاغتصاب والقتل الأخرى في جنوب أفريقيا في وقت سابق من صيف عام 2007: تم اغتصاب سيمانجل نهابو، وهي عضو في مجموعة دعم إيجابية لفيروس نقص المناعة البشرية وقتل في شهر يونيو، مع ابنتها البالغة من العمر عامين. وتم اغتيال مادو مافوبيدو، البالغة من العمر 16 عامًا، وطعنت حتى الموت.
في 28 أبريل / نيسان 2008، اختُطفت لاعبة كرة القدم إيودي سيملان البالغ من العمر 31 عامًا، واغتصب بواسطة عصابة وقتل في مدينة كواثيما، مسقط رأسها بالقرب من جوهانسبرج.  كانت سيملان نجمة في فريق كرة القدم النسائية الوطني في بانيانا بانيانا المشهود له في جنوب أفريقيا، وهي ناشطة متحمسة في مجال حقوق المساواة، وأول امرأة تعيش علانية كمثلية في كواثيما. 
في 24 أبريل 2011، تم اغتيال الناشط المثلي نوكسولو نوجوازا وقتله في كواثيما.
في عام 2013، تم إطلاق كتابين من مجلة FHM للرجال في جنوب أفريقيا نتيجة لنكات الاغتصاب التصحيحية التي قاما بها على الفيسبوك. بعد جلسة تأديبية يوم الجمعة، 19 يوليو / تموز 2013، رفضت FHM كلا الرجلين من مناصبهم، واصفة تعليقاتهم بأنها «غير مقبولة كليًا».
في أغسطس 2011، أنشأت وزارة العدل فريق عمل وطني (NTT) لمعالجة قضية جرائم الكراهية ضد المثليين.   في أبريل 2014، أطلق وزير العدل جيف راديبي آنذاك إستراتيجية وطنية للتدخل لقطاع المثليات والمثليين ومزدوجي الميل الجنسي ومغايري الهوية الجنسية تم تطويرها من قبل NTT من أجل التصدي للعنف القائم على أساس الجنس والعنف القائم على النوع الاجتماعي ضد أفراد المجتمع. أنشأ فريق NTT فريقًا للاستجابة السريعة للحالات الجنائية غير المحلولة كمسألة ملحة وأصدر نشرة معلومات تحتوي على أسئلة متكررة حول الأشخاص المثليين. وذكرت راديبي أن وزارة العدل أقرت بالحاجة إلى إطار قانوني محدد لجرائم الكراهية وأن المسألة ستخضع للنقاش العام.
في مارس / آذار 2011، كان هناك مقال منشور ذكر أن هناك حوالي 10 حالات جديدة من حالات الاغتصاب التصحيحية أسبوعيًا في كيب تاون. يوجد في كيب تاون بجنوب أفريقيا على وجه التحديد 2.5 مليون شخص، ومنذ عام 2011، ازداد معدل انتشار الاغتصاب التصحيحي.

### الولايات المتحدة الأمريكية
في الولايات المتحدة، يعتبر براندون تينا (1972-1993) أحد أشهر ضحايا الاغتصاب التصحيحي (وبعد ذلك القتل) لكونه رجلًا عابرًا. كان كتاب «كل ما تريده» (1996) والفيليمينThe Brandon Teena Story (1998) و Boys Don't Cry (1999) حوله. 

### زيمبابوي
تقرير وزارة الخارجية الأمريكية عن زيمبابوي يقول: «ردًا على الضغوط الاجتماعية، أفادت بعض العائلات أن أعضاءها المثليين تعرضوا للاغتصاب التصحيحي والزواج القسري للتشجيع على سلوك جنسين مختلفين. ونادرًا ما أُبلغت الشرطة بهذه الجرائم.»  في أعقاب نشر تقرير سابق مع صياغة مماثلة،  قال الصحفي الزيمبابوي أنغوس شو أن النساء المثليات يتعرضن للاغتصاب من قبل الرجال ليجعلهن يستمتعن بأفعال الجنس الآخر ويغتصب الرجال المثليين من قبل النساء لإزالة ميول ميولهم الجنسية.

## الحملات
نشرت منظمة «أكشن إيد» الخيرية لرعاية الأطفال مقالًا يناقش الاغتصاب التصحيحي، وترى إنهاء العنف ضد المرأة كجزء محوري من مهمتها.  وانضمت المجموعة إلى 26 من المثليين ومجموعات حقوق المرأة والمجتمع المحلي لتنظيم حملة تركز على جنوب أفريقيا ولكنها تستهدف أيضا المجتمع الدولي لزيادة الوعي بالقضايا. وخصصت الحملة لرفع مستوى الوعي حول اغتصاب وقتل اثنين من النساء المثليات في إحدى بلدات جوهانسبرج، ودعت إلى التعرف على الميول الجنسية على وجه التحديد كأسباب للحماية من قبل الشرطة وأنظمة العدالة. 
بدأت ندومي فوندا، ناشطة في مجال العدالة الاجتماعية في جنوب إفريقيا، عملها لإنهاء الاغتصاب الإصلاحي من خلال إطلاق حملة اجتماعية على Change.org على أمل أن تعترف حكومة جنوب أفريقيا بجرائم الكراهية بسبب التحيز ضد التوجه الجنسي وتوفير الحماية للضحايا. انتهت هذه العريضة الخاصة بجمع ما يقرب من 200 ألف توقيع من الأفراد الذين يشكلون أكثر من 175 دولة مختلفة، الأمر الذي دفع الحكومة إلى الاعتراف بهذه القضية. وافقت الحكومة على مقابلة فوندا وفي عام 2014 أصدرت جنوب إفريقيا أول قانون لها ضد جرائم الكراهية.